# Холанд (Охајо)
Холанд (енгл. Holland) град је у америчкој савезној држави Охајо.

## Демографија
По попису из 2010. године број становника је 1.764, што је 458 (35,1%) становника више него 2000. године.
| Група             | 2000.         | 2010.         |
| Белци             | 1.219 (93,3%) | 1.437 (81,5%) |
| Афроамериканци    | 22 (1,7%)     | 184 (10,4%)   |
| Азијати           | 27 (2,1%)     | 51 (2,9%)     |
| Хиспаноамериканци | 29 (2,2%)     | 71 (4,0%)     |
| Укупно            | 1.306         | 1.764         |